# Vojenský historický ústav

Logo des Instituts

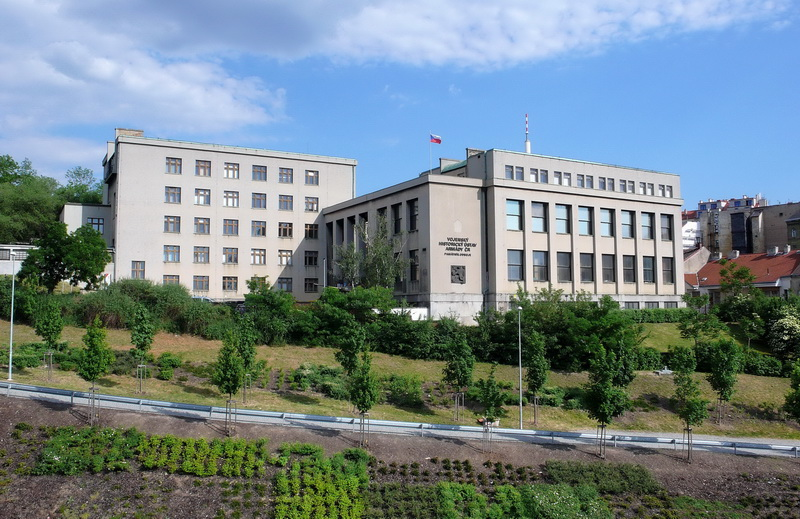
Ansicht des Institut

Das Vojenský historický ústav (VHÚ), deutsch: Militärhistorisches Institut (MHI) in Prag ist eine Museums-, Forschungs- und Bibliothekseinrichtung des Verteidigungsministeriums der Tschechischen Republik.

## Organisation
Es existiert eine zentrale Verwaltungseinheit mit drei Fachbereichen.
- Kaufmännisch-technische Abteilung (Standorte, Personal und Betriebswirtschaft): Als administrative Einheit zur Abwicklung aller Projekte und zur Sicherung der Finanzierung der eigenen Aktivitäten schafft die zentrale Abteilung den entsprechenden Rahmen der Organisation.
- Geschichts- und Dokumentationsabteilung (einschließlich der militärgeschichtlichen Bibliothek): In der Geschichtsabteilung liegt der Schwerpunkt auf den Ereignissen des 1., 2. und 3. tschechischen Widerstands und den persönlichen Aspekten bekannter militärischer Führer. Die starke Ausprägung des Militarismus in der tschechoslowakischen beziehungsweise tschechischen Republik, besonders bezüglich des 20. Jahrhunderts, ist wesentlicher Forschungsgegenstand des Instituts.
- Museums- und Museumsverwaltungsabteilung (einschließlich der Restaurantionswerkstätten): Die Museumsabteilung ist ein in großem Umfang nach außen wahrnehmbare Organisationseinheit des MHI Prag. Zu ihr gehören drei Museen und eine Gedenkstätte:
  - Armee Museum Žižkov
  - Luftfahrt Museum Kbely
  - Militärtechnisches Museum Lešany
  - Nationale Gedenkstätte der Helden des Heydrich Terror Prag

Wichtige Arbeitsstätten sind das eigentliche Forschungszentrum des Instituts, die Museen, die Militärbibliothek und das Archiv der Streitkräfte der Tschechischen Republik.

## Aufgaben
Das VHÚ ist per Gesetz dazu verpflichtet, schriftliche oder andere materielle Zeitzeugnisse zur Militärgeschichte Tschechiens zu sammeln und zu pflegen, dies gilt auch für Dokumente der aktuellen Streitkräfte. Die kontinuierliche und zielgerichtet Sammlung erfordert eine systematische Bewertung und Ordnung der Bestände und Sammlungen und deren wissenschaftliche Auswertung beziehungsweise Erforschung. Die Ergebnisse der Arbeit des Instituts werden durch Ausstellungen, mit Archiv- und Bibliotheksdiensten, durch Vorträge auf Fachkonferenzen und Seminaren, mittels Printwerken (Büchern und Zeitschriften), als Serviceleistungen der Streitkräfte und in der Zusammenarbeit mit anderen nationalen und internationalen Instituten verfügbar gemacht und der Öffentlichkeit präsentiert.
Forschungsaktivitäten des VHÚ sind auch auf die Erforschung und Dokumentation der Geschichte des tschechoslowakischen Widerstands gerichtet.
Das Institut wurde 1919 gegründet und seitdem mehrmals umbenannt.

## Internationale Arbeit
International wird das Institut durch das Tschechische Komitee für Militärgeschichte, als Teils des International Committee for the Military History (Commission Internationale d’Histoire Militaire, CIHM) repräsentiert. Weiterhin sind die Museen Teil des Komitees des International Council of Museums (ICOM) sowie des International Committee for Museums of Arms and Military History (ICOMAM).

## Museen
Das VHÚ verwaltet folgende Museen:
- Armee Museum Zizkov (Armádní muzeum Žižkov) in Prag, benannt nach dem Stadtteil Žižkov
- Luftfahrtmuseum Kbely in Prag im nördlichen Stadtbezirk Kbely
- Militärtechnisches Museum Lesany (Vojenské technické muzeum Lešany) in Lešany 20 km südöstlich von Prag, Mittelböhmen

Außerdem betreut das VHÚ folgende Ausstellungen:
- Kaiserliche Waffenkammer im Palais Schwarzenberg in Prag
- Museum der Burgwache auf der Prager Burg
- Dauerausstellung zur Operation Anthropoid und den folgenden Repressionen in der Kirche St. Cyrill und Method in Prag